# ラツコー・デジェー博物館

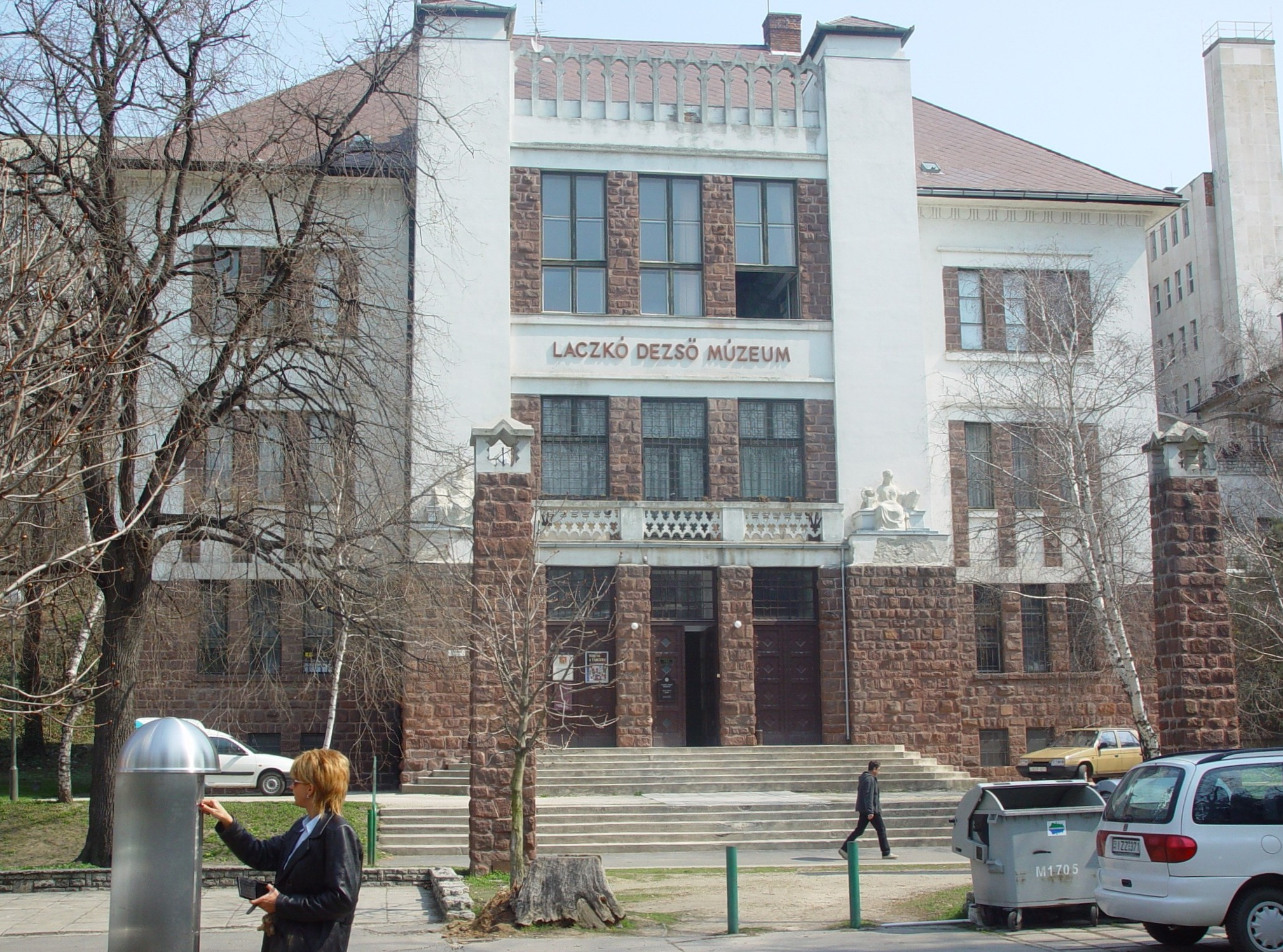
ラツコー・デジェー博物館

ラツコー・デジェー博物館（ハンガリー語: Laczkó Dezső Múzeum）は、ハンガリーのヴェスプレームにある博物館。ハンガリーの学者ラツコー・デジェーの名にちなんでいる。

## 概要
博物館の名は、街にあるピアリスタ教会の付属学校で指導にあたっていたラツコー・デジェーにちなんだもの。複合民族国家であったオーストリア帝国を構成したマジャル人、チェック人、ゲルマン人などの民族衣装が展示されている。なお、同市のギゼラ博物館では、近世に用いられた装飾品・聖杯などが展示されている。